# カール・エンケル
カール・ヨハン・アレクシス・エンケル（Carl Johan Alexis Enckell、1876年6月7日 - 1959年3月26日）は、フィンランドの政治家、外交官。

## 人物
フィンランド独立後、初代駐露外交代表となり、1918年から1919年まで初代外務相を務めた。スウェーデンとの間に発生したオーランド諸島の帰属問題では、スウェーデンの政治家カール・ヤルマール・ブランティングの働きにより国際連盟による裁定を求められ、エンケルは国連大使として交渉に当たった。オーランド諸島がフィンランドの自治領に帰したのは、国連事務次官であった新渡戸稲造による「新渡戸裁定」によるところが大きい。1922年と1924年に外務相を務める。ソ・フィン関係の強化を支持し、対ソ参戦には反対していた。